# Амадинда
Амадинда е музикален перкусионен инструмент от групата на пластинковите инструменти, вид ксилофон с африкански произход.
Инструментът се състои от един ред диатонично настроени големи дървени пластини, захванати помежду си с лико, като под тях са разположени резонатори за усилване на звука, най-често изработени от кухи тикви или изсушени кратунки. Диапазонът на амадиндата е от 4-5 тона до две октави при по-големите разновидности. Звукът се произвежда посредством удари с палки.
В по-ранни времена броят на пластините е достигал до 22. За изпълнения на варианта със 17 пластини са необходими петима музиканти, а за тази с 22 пластини – 6 души. На инструменти с такива големи размери обикновено е изпълнявана музика за владетеля (кабака) на кралство Буганда на територията на днешна Уганда. Днес инструментът се произвежда с 10 до максимум 20 пластини.
По-малкият вариант на амадиндата, който е с по-малко пластини се нарича акадинда. Обикновено тази разновидност е с 12 пластини и на нея се свири от минимум 3 инструменталиста. Единият изпълнител редува само двете най-високи ноти, докато другите двама свирят различни мелодии на останалите десет. Тези мелодии често са абстракции на вокални парчета, адаптирани за ксилофон. Взаимодействието между мелодиите на двамата изпълнители създава нова мелодия с по-дълъг метричен цикъл. При 10 пластинковата акадина изпълнителят е само един и обикновено тя акомпанира танците при сватбени тържества.